# Klerikaal fascisme
Klerikaal fascisme is een politieke stroming die fascisme probeert te verenigen met kerkelijke, doorgaans rooms-katholieke uitgangspunten. Belangrijke vertegenwoordigers van deze stroming waren Engelbert Dollfuss in Oostenrijk en Ante Pavelic in de Onafhankelijke Staat Kroatië. Een protestantse vorm wordt of werd aangehangen door de Christian Falangist Party of America in de Verenigde Staten van Amerika en de Vanguard Unionist Progressive Party in Noord-Ierland.

## Geschiedenis
Het begrip klerikaal fascisme ontstond in de jaren 1920 in het Koninkrijk Italië (1861–1946) en had betrekking op de factie van de Rooms-Katholieke "Partito Popolare Italiano" (PPI) die Benito Mussolini en zijn regime steunde. Mogelijk was het woord afkomstig van Don Luigi Sturzo, een priester en christendemocratisch leider die oppositie voerde en in 1924 naar Londen werd verbannen. De term werd echter al gebruikt voordat Mussolini zijn Mars naar Rome in 1922 hield, en had betrekking op katholieken in Noord-Italië die voorstander waren van een synthese tussen het Rooms-Katholicisme en fascisme.
Sturzo maakte onderscheid tussen de "filofascisten", die de PPI in 1922 verlieten, en de "klerikale fascisten" die na de Mars naar Rome in de partij bleven, en voorstander waren van samenwerking met de fascistische regering. Deze laatste groep stapte uiteindelijk over naar Mussolini; ze verlieten de  PPI in 1923 en richtten het "Centro Nazionale Italiano" op. De PPI werd door het fascistisch regime in 1926 ontbonden.
In de periode tussen de twee wereldoorlogen kwamen in sommige Europese landen vormen van klerikaal fascisme op, in het meest rechtse deel van het politiek spectrum.

### Fascistisch Italië

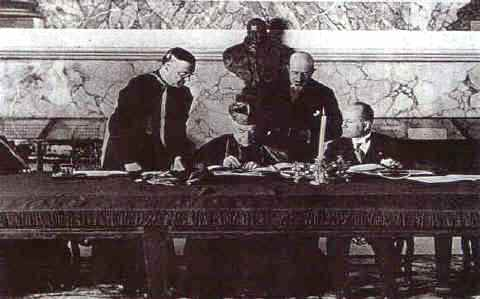
Mussolini (geheel rechts) tekent het Verdrag van Lateranen in Vaticaanstad, 11 februari 1929

In 1929 werd het Verdrag van Lateranen gesloten tussen Mussolini en Vaticaanstad, waarbij de paus (opnieuw) hoofd werd van Vaticaanstad, en de onderlinge verhoudingen werden geregeld. Onder Mussolini werd het Rooms-Katholicisme de staatsgodsdienst van Italië.
Later in 1929 werd een volksraadpleging gehouden met dit verdrag als onderwerp. Tegenstanders werden geïntimideerd, de Azione Cattolica en Mussolini verklaarden dat tegenstemmen slechts afkomstig konden zijn van slecht geïnformeerde antiklerikalen. De opkomst was 9 miljoen stemmers (circa 90% van het electoraat), met slechts 136.000 tegenstemmen.
Kort na het tekenen van het verdrag bekoelde de relatie tussen Mussolini en de kerk alweer. Hij zou in de drie maanden na ondertekening meer oplagen van katholieke kranten in beslag hebben genomen, dan in de zeven jaar ervoor. Hij zou in deze periode ook dichtbij excommunicatie van de katholieke kerk geweest zijn.
In 1938 werden de Italiaanse rassenwetten afgekondigd door het regime, om zowel Italiaanse Joden als protestantse christenen buiten de wet te plaatsen en te vervolgen. Duizenden Joden en een klein aantal protestanten kwamen om in Nazi-concentratiekampen.
Toch werd de nationaalsocialistische ideologie van genocide op Joden niet radicaal toegepast. De nazi's raakten gefrustreerd door de weigering van Italiaanse autoriteiten om mee te werken aan het uit de weg ruimen van Joden. Vóór de formatie van de Italiaanse Sociale Republiek vonden geen deportaties van joden plaats. In het door Italië gecontroleerde deel van de Onafhankelijke Staat Kroatië adviseerde de Duitse ambassadeur Siegfried Kasche aan Berlijn dat de Italiaanse troepen "kennelijk door Vaticaanse oppositie tegen het Duitse antisemitisme zijn beïnvloed". Toen in de loop van de oorlog Radio Vaticaan afkeuring uitsprak over rassenmoord en antisemitisme, werd in juli 1943 Mussolini aan de kant gezet en Italië bezet door Duitse troepen. Het uit de weg ruimen van Joden kon alsnog worden voortgezet.

## Nederland en Vlaanderen
Voorbeelden van fascistische geestelijken in Nederland waren: Wouter Lutkie en Arnold Meijer. In Vlaanderen was Cyriel Verschaeve een toonaangevend klerikaal fascist.

## Voorbeelden van klerikaal fascisme
Voorbeelden van politieke bewegingen met zekere elementen van klerikaal fascisme:
- Falange Española in Spanje, geleid door Francisco Franco. Het falangistische element van de partij sloeg echter weleens een antiklerikale toon aan.
- Bharatiya Janata-partij, in India, gebaseerd op Hindoenationalisme en Hindutva.
- Nationale Unie in Portugal geleid door de premiers António de Oliveira Salazar en Marcelo Caetano.
- IJzeren Garde, geleid door de toegewijd Roemeens-Orthodoxe Corneliu Zelea Codreanu.
- Slowaakse Volkspartij in de Eerste Slowaakse Republiek (1939-1945), geleid door president Jozef Tiso, een katholiek priester.
- Ustašabeweging geleid door eerste minister Ante Pavelić in de Onafhankelijke Staat Kroatië, met betrokkenheid van de geestelijkheid.
- Rex in België tijdens WO-II, geleid door de Belgische katholiek Léon Degrelle.
- Austrofascisme in Oostenrijk geleid door de Rooms-Katholieke kanseliers Engelbert Dollfuss en Kurt Schuschnigg.
- Braziliaanse Integralistische Actie in Brazilië geleid door de Braziliaanse katholiek Plínio Salgado.
- British Union of Fascists in het Verenigd Koninkrijk geleid door Oswald Mosley.
- Deutsche Christen van de Nazipartij in Duitsland geleid door Ludwig Müller die de protestanten in Duitsland trachtte te verenigen, wat niet lukte.
- Parmehutu in Rwanda, een Hutu-nationalistische partij die van 1959 tot 1973 aan de macht was en werd geleid door Grégoire Kayibanda. Kayibanda was Rooms-katholiek en werkte andere godsdienstige stromingen (ook andere christelijke kerken) tegen. Zijn opvolger, Juvénal Habyarimana onderhield ook nauwe contacten met de Katholieke Kerk, maar hij herstelde de godsdienstvrijheid en stond op goede voet met protestantse kerkleiders. Zijn Mouvement Révolutionnaire Nationale pour le Développement, volgens sommigen een fascistische partij, werd geleid door mgr. Vincent Nsengiyumva, de persoonlijke biechtvader van de Habyarimana en diens vrouw. Hij was ook geestelijk adviseur van de president.
- Islamitische Republikeinse Partij in Iran (1979-1987) vertoonde trekjes van klerikaal-fascisme (de pan-Iraanse minderheid binnen de partij), maar de opvattingen sluiten eerder aan bij het moslimfundamentalisme.
- Nationaal Synarchistische Unie in Mexico die al sinds 1937 bestaat is klerikaal-fascistisch, maar is niet racistisch.
- Christian Falangist Party of America opgericht in de jaren '80 wil Amerika omvormen tot een christelijke staat op falangistische grondslag. Deze partij laat zich echter leiden door het falangisme van Gemayel en niet door de Spaanse variant. Raciale superioriteit speelt binnen de Falangist Party echter geen rol. Het is onduidelijk of de partij nog actief is.
- Kataeb-partij in Libanon, opgericht in 1936 door Pierre Gemayel is formeel seculier, maar steunt voornamelijk op maronitische-katholieken die streven naar een door christenen gedomineerd "Fenicisch" Libanon. Hoewel de partij zeker fascistisch is (of in ieder geval is geweest) kan niet duidelijk worden gesteld in hoeverre de partij klerikaal is.
- Vanguard Unionist Progressive Party, een protestantse partij in Noord-Ierland die van 1972 tot 1978 bestond hing het falangisme aan, maar ook hierbij kan worden afgevraagd in hoeverre de partij klerikaal-fascistisch te noemen is.

Wetenschappers die de term klerikaal fascisme gebruiken, verschillen van mening op welke van bovengenoemde voorbeelden dit begrip het meest van toepassing is. De Ustaše wordt daarbij het vaakst genoemd. De mate waarin bij genoemde voorbeelden sprake was van officiële Katholieke invloed en ondersteuning, varieert. De term wordt ook afgewezen door een aantal deskundigen die betogen dat een regime niet "klerikaal" wordt omdat het door enkele elementen uit de geestelijkheid wordt ondersteund. Dit laatste lijkt ook in Italië het geval te zijn geweest. Ook willen sommigen de term uitsluitend gebruiken voor politieke bewegingen uit de periode 1918–1945, niet voor de periode erna.
Ook politiek theoreticus Roger Griffin waarschuwt tegen het te gemakkelijk toepassen van de term. In het geval van Slowakije wordt door enkele deskundigen het etiket "klerikaal fascisme" afgewezen voor het regime van 1939 - 1945 en in het bijzonder voor Josef Tiso zelf. Hij werkte niet meer mee aan Jodendeportaties nadat deze door Vaticaanstad waren afgekeurd.
extreemlinks · radicaal-links · links · centrum · rechts · radicaal-rechts · extreemrechts 

confessionalisme · christendemocratie · conservatisme · neoconservatisme · paleoconservatisme · islamisme

liberalisme · klassiek liberalisme · economisch liberalisme · conservatief-liberalisme · progressief liberalisme · neoliberalisme · libertarisme · groenliberalisme · geoïsme

anarchisme · syndicalisme · feminisme · ecologisme · ecofascisme · agrarisme · progressivisme 

marxisme · communisme · trotskisme · leninisme · stalinisme · maoïsme · socialisme · sociaaldemocratie · communitarisme

populisme · fortuynisme · solidarisme · nationalisme · linksnationalisme · fascisme · nationaalsocialisme